# Affentheurlich Naupengeheurliche Geschichtklitterung

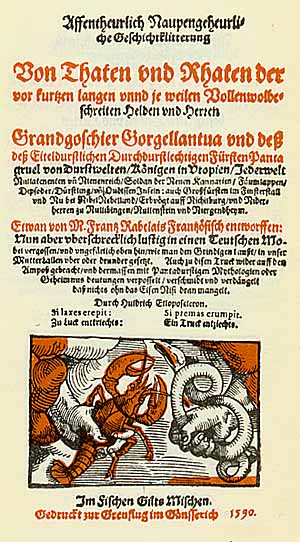
Titelseite der Ausgabe von 1590

Affentheurlich Naupengeheurliche Geschichtklitterung ist ein Buch von Johann Fischart, das erstmals 1575 als Affentheurliche und Ungeheurliche Geschichtschrift erschien. Der heute geläufige Titel geht auf die zweite Ausgabe von 1582 zurück. Der Text, der auf François Rabelais’ Romanzyklus Gargantua und Pantagruel basiert, gilt als eines der ersten großen Werke experimenteller Literatur in deutscher Sprache. Fischart prägte damit den Begriff der Geschichtsklitterung. 

## Hintergrund
Die „Geschichtklitterung“ – in etwa „eilig hingekleckste Geschichte“ – ist ein Versuch, François Rabelais’ Gargantua und Pantagruel ins Deutsche zu übertragen, wobei sich Fischart kaum an die Vorlage hielt, sie vielmehr als Anlass sah, seiner eigenen Gelehrsamkeit und Kreativität nachzugehen. „Bisweilen ist das französische Original nur höchst notdürftig eingedeutscht oder durch hanebüchene Übersetzungsfehler verunstaltet.“ Durch eigene Zusätze ist die Geschichtklitterung „auf das dreifache des Ausgangstextes geschwollen, einzelne Kapitel sind sogar acht- bis zehnmal so lang.“
Fischart sprach neben Deutsch, Latein und Griechisch auch Französisch, Italienisch und Niederländisch, Sprachen, die in das Werk einflossen. Deshalb wird es auch von Arno Schmidt zur Erklärung von „ausgesprochen gargantuanischen“ Passagen aus Finnegans Wake von James Joyce herangezogen.

## Inhalt
Das Buch handelt – gemäß der Titelseite der Ausgabe von 1590 – von 

„Thaten und Rhaten der vor kurtzen langen unnd je weilen Vollenwolbeschreiten Helden und Herren Grandgoschier Gorgellantua und deß deß Eiteldurstlichen Durchdurstlechtigen Fürsten Pantagruel von Durstwelten, Königen in Utopien, Jederwelt Nullatenenten und Nienenreich Soldan der Neuen Kannarien, Fäumlappen, Dipsoder, Dürstling, und OudissenInseln: auch Großfürsten im Finsterstall, und Nubel NibelNebelland, Erbvögt auff Nichilburg, und Niderherren zu Nullibingen, Nullenstein und Niergendheym. Etwan von M. Frantz Rabelais Frantzösisch entworffen: Nun aber überschrecklich lustig in einen Teutschen Model vergossen, und ungefärlich oben hin, wie man den Grindigen laußt, in unser Mutter Lallen über oder drunder gesetzt. Auch zu disen Truck wider auff den Ampoß gebracht, und dermassen mit Pantadurstigen Mythologien oder Geheimnus deutungen verposselt, verschmidt und verdängelt daß nichts ohn das Eisen Nisi dran mangelt“

## Ausgaben
- Johann Fischart: Affenteurliche vnd Vngeheurliche Geschichtschrift. Vom Leben vnd Thaten der Helden vnd Herrn Grandgusier/ Gargantoa/ vnd || Pantagruel/ Königen inn Vtopien vnd Ninenreich. Etwan von M.Francisco Rabelais Französisch entworfen: Nun aber auf den Teutschen Meridian visirt durch Huldrich Elloposcleron Reznem, Straßburg: Jobin, Bernhard, 1575, Digitalisat
- Johann Fischart: Affentheurlich Naupengeheurliche Geschichtklitterung, 1590, Digitalisat
- Johann Fischart: Geschichtklitterung (Gargantua). Text der Ausgabe letzter Hand von 1590. Mit einem Glossar hrsg. v. Ute Nyssen. 2 Bde. Rauch, Düsseldorf 1963.
- Johann Fischart: Affentheurlich Naupengeheurliche Geschichtklitterung. Eichborn, Frankfurt am Main 1997, Reihe Die Andere Bibliothek, ISBN 3-8218-4151-6.